# Regimentul 17 Infanterie (1941-1944)
Regimentul 17 Infanterie a fost o unitate de nivel tactic, care, s-a constituit prin mobilizarea unităților și subunităților existente la pace aparținând de Regimentul I Mehedinți No. 17 „Știrbey Vodă”. A făcut parte din organica Brigăzii 1 Infanterie, fiind dislocat la pace în garnizoana Lugoj. La intrarea în război, Regimentul 17 Infanterie se afla în structura Diviziei 1 Infanterie.
În campania din 1941 a fost atribuit Diviziei 21 Infanterie, luând parte la luptele pentru eliberarea sudului Basarabiei, de la Dalnic și de la Odesa.
Începând cu data de 12 mai 1944, unitatea a contribuit în cadrul Corpului VII Armată la asigurarea flancului stâng al Armatei 4 române, fiind dislocată la Piatra Neamț. Intercalat între trupele Comandamentelor Comandamentelor 103 și 104 Munte, a luptat în apărare pe Culmea Pleșului.
Lovitura de stat de la 23 august 1944 l-a găsit în subordinea Comandamentului 103 Munte, la Nemțișor. A primit ordin să se retragă împreună cu Corpul VII Armată pe direcția Piatra Neamț–Roznov și în continuare spre sud. S-a retras spre Piatra-Neamț prin Pipirig, reușind să evite întâlnirea atât cu trupele trupele sovietice cât și cu cele germane până în zona Comănești–Moinești–Asău, unde a fost depășit de unitățile Armatei 7 de Gardă sovietice⁠(en)[traduceți].
Ulterior, regimentul a intrat în compunerea nou formatei Divizii 103 Munte care, urma să lupte alături de ruși împotriva trupelor germano-maghiare, pentru eliberarea Ardealului de Nord. În luptele care au urmat pentru deshiderea văii Trotușului, regimentul s-a remarcat în Masivul Berzunți, luptând apoi în subordinea trupelor sovietice până în Depresiunea Ciucului și mai apoi de-a lungul comunicației către Ditrău. În final a acționat pe direcția Praid–Sovata–Sângeorgiu de Pădure–valea Mureșului, .